# Pont Bonaparte

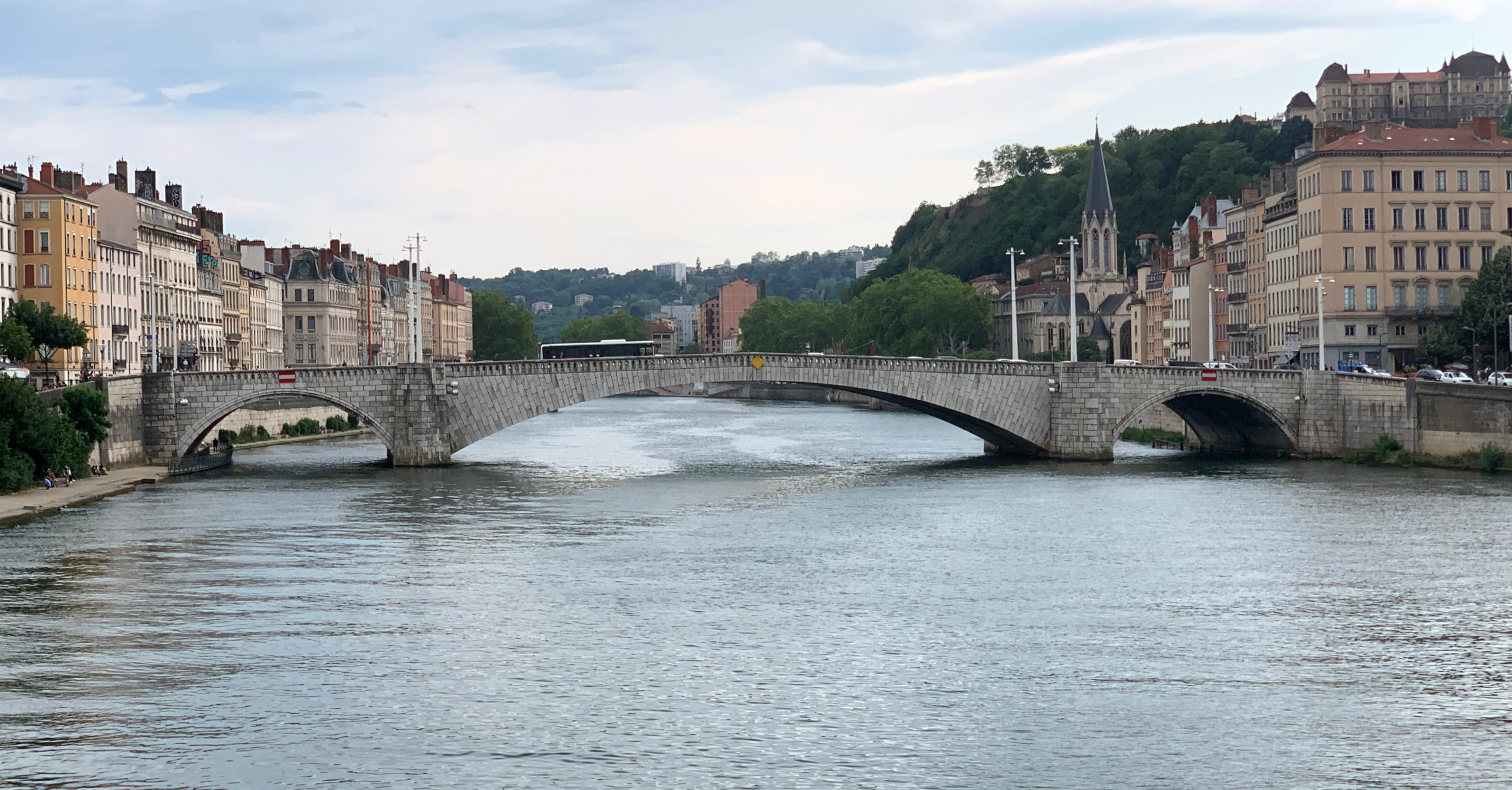
De Pont Bonaparte, gezien van de Passarelle du Palais de Justice (2019).

De Pont Bonaparte is een brug over de rivier de Saône in de Franse stad Lyon. De brug verbindt de wijken Bellecour en Saint Jean met elkaar en is vernoemd naar Napoleon Bonaparte.
De brug heeft een totale lengte van 183 meter en rust op vijf bogen.

## Geschiedenis
In 1630 werd een eerste houten brug aangelegd zodat koning Lodewijk XIII van Frankrijk vanuit Rontalon naar Saint Jean kon reizen. Door de strenge winters die de Saône teisterden in de jaren 1709-1711 stortte deze houten brug in 1711 in door het brekende ijs.
In 1788 werden de funderingen gelegd voor een stenen verbinding tussen de twee oevers en de bouw hiervan werd in 1810 voltooid. Hierbij kreeg de brug de naam Pont Tilsitt, als verwijzing naar de Vrede van Tilsit. In 1858 werd deze stenen brug afgebroken na een catastrofale overstroming twee jaar eerder en kwam er een lichtere stenen brug voor in de plaats. Deze was in 1863 gereed. De nieuwe brug raakte beschadigd in 1944 tijdens de Tweede Wereldoorlog en in 1946-1950 werd deze brug vervangen een betonnen brug.